# Алі-тегін
Алі ібн Гасан (д/н — 1034) — тегін (володар) Мавераннахра в 1020—1034 роках.

## Життєпис
Походив з династії Караханідів. Син Гасана Богра-хана, який помер 993 року. Деякий час перебував при дворі великого кагана Ахмада Арслан-хана.
1017 року вирішив скористатися боротьбою свої братів богра-хана Мухаммада Тогона і кадир-хана Юсуфа повставши проти великого кагана Мансура Арслан-хана, але був схоплений й запроторений за грати. Зміг втекти до огузів під орудою ябгу Арслан Ісраїла. Останній у 1020 році допоміг Алі захопити більшу частину Мавераннахру, прийнявши титул тегіна (дорівнювався ілеку-володарю області). Разом з тим ябгу фактично став співволодарем Алі-тегіна. 1024 року уклав союз з новим великим каганом Мухаммад Тоган-ханом.
1025 році султан Махмуд Газневі на прохання Юсуф Кадир-хана рушив проти Алі-тегіна та Арслана Ісраїла, які зазнали поразки, втікши до Дженду. Проте родина Алі потрапила у полон до ворога. Алі невдовзі отримав підтримку Тогрула і Чагри, нових очільників огузів, які допомогли йому повернути Бухару й Самарканд.
Поступово став побоюватися надмірної політичної та військової ваги огузьких вождів в Мавераннахрі. 1029 року погиркався з ними, але не допустив збройного протистояння. 1032 року проти нього виступив Алтунташ, ганевідський валі Хорасану. Алі-тегін втратив бухару, алеу битві біля Дабусії зумів зупинити наступ. До того ж Алтунташ загинув. Новий очільник газневідського війська Ахмад Ширазі повернувся до Хорасану.
1034 року уклав союз з Гаруном ібн Алтунташем проти султана Масуда Газневі. під час війни з останнім Алі раптово помер. Йому спадкували сини Юсуф і Арслан.